# La Visitation-de-Yamaska
La Visitation-de-Yamaska är en kommun i provinsen Québec i Kanada. Den ligger i regionen Centre-du-Québec, i den sydöstra delen av landet, 250 km öster om huvudstaden Ottawa.